# 統一場理論
統一場理論（とういつばりろん、英: unified field theory (UFT)）とは、場の理論において種々の相互作用力を一種類に統一する理論である。自然界の四つの力を全て統一することが到達点で、この全ての力を統一した理論のことを万物の理論と呼ぶ。現在、万物の理論の候補は、超弦理論のみであると考えられている。

## 概要
場の理論は種々の場同士の結合の理論と言っても過言ではない。場の理論では場（粒子）は半径を持たない無限に小さいものとされ、そのような描像では衝突をはじめとするあらゆる物理現象は場同士が相互作用力で引き合うことなくして起こり得ない。統一場理論とは場の理論において、模型が持つ結合の理論を一つに統一するための理論であり、狭義にはゲージ理論によって記述される相互作用を統一する理論である。

## 歴史と背景
一見異なる物理現象や法則であってもその実、よりシンプルな理論の一部である、という事実は物理学の歴史が示しており、「よりシンプルな理論でより多くを説明する」という目的は理論物理学の一つの至上命令である。古くはジェームズ・クラーク・マクスウェルによる電気力と磁気力を電磁気力として統一した例がある（電磁気学）。電流や時間変動する電場は磁場を生じ、時間変動する磁場は電場を生じる。互いに相互関係にあり、これら2つを電磁気力として統一された。
場の理論の相互作用力の統一の試みは、最初期としてはアルベルト・アインシュタインやテオドール・カルツァ、オスカル・クラインによる一般相対性理論と量子電磁気学の統一の試みであるが、これは場の理論が確立していない時代の試みであり、量子電磁気学は物理学者であったリチャード・ファインマンらによって繰り込みが発見されて以降ようやく確立した理論である。くりこみ可能性の議論によれば量子重力場の理論は理論内に無限の発散を含んでおり、量子重力場理論そのものが破綻をきたしていたため重力を含む統一理論の研究は長く影を潜めることになる。
スティーヴン・ワインバーグ、アブドゥッサラームは電磁気力（電磁力とも呼ぶ）と弱い力を電弱統一理論として統一した。この意味は、「電荷をもつ素粒子は必ず弱超電荷もあわせもつ」理論形式になっているということで、つまり普通の電荷の定義に弱超電荷演算子の第3成分が含まれている。このような電弱の不可分な関係は実験事実に基づくが、数学的には非可換な2×2行列であらわされる。これにより実験的には全く異質な相互作用力であった電磁気力とフェルミ相互作用は、実は2種類のゲージ対称性が破れた結果生じていることが判明した。電弱統一理論は相互作用力を統一する理論ではない（この意味で統一場理論ではない）が、純粋なゲージ理論である量子電磁気学と質量次元を持つ相互作用であるフェルミ相互作用を、ゲージ理論のみで説明している。
現在、現実に存在する粒子描像を説明することが出来る標準模型は上記の二種類のゲージ理論、アーベル群対称性で記述される超電荷相互作用と特殊ユニタリ群対称性で記述される弱い相互作用、加えてSU(3)対称性で記述される量子色力学をゲージ理論として含んでいる。これらのゲージ群をより大きなゲージ群の部分群と仮定し、ゲージ結合定数を統一しようとする理論が大統一理論(Grand Unified Theory : GUT)である。くりこみ群の観点によるとゲージ結合定数は物理現象そのものの典型的なスケールに依存しており、例えば異なるエネルギーの衝突実験においては同じ粒子同士の衝突であっても結合定数は異なる値を取ることになる。ゲージ結合定数とエネルギースケールの関係は標準模型においてはほぼ完全に解析することが可能であり、{\displaystyle 10^{16}} GeV程度の領域でほぼ等しい値となる。大統一理論はこのような典型的なスケール以上において、例えばU(1)、SU(2)、SU(3)の三つの対称性がSU(5)などの大きな対称性に統一され、結合定数が一つになる、と考えている。また、超対称性によって拡張された超対称大統一理論ではゲージ理論では{\displaystyle 10^{16}}～{\displaystyle 10^{17}} GeV程度でゲージ結合の値が極めて等しい値となるが、陽子崩壊などの大統一演算子の抑制が通常の理論より弱くなるため、非常に厳しい制限がついている。
標準模型のゲージ相互作用に加え、重力をも含めた統一理論の構築には、上記のように量子重力場の理論が含む無限の発散を取り払う必要がある。場の理論を離れ（あるいは非局所場の理論として）、弦理論を考えると重力を含む4つの相互作用が統一出来る可能性が示唆されている。弦理論は理論にベクトルと二次のテンソルが自然に現れ、これらをゲージ場および重力場と見なすことで4つの相互作用力を弦の理論に統一することが出来る可能性があり、盛んに研究されている。弦理論においても重力理論はくりこみ不可能であり、量子重力理論としての候補にはなり得ないが、超対称性を用いて拡張された超弦理論は、この問題も解決しており、S行列のユニタリ性などから26次元の理論であれば矛盾無く構築可能であることが示されている。